# Таушкаси (Цівільський район)
Таушка́си (рос. Таушкасы, чув. Тавăшкасси) — присілок у складі Цівільського району Чувашії, Росія. Адміністративний центр Таушкасинського сільського поселення.
Населення — 763 особи (2010; 910 у 2002).
Національний склад:
- чуваші — 99 %